# John Evans (homme politique britannique)
John Evans, baron Evans de Parkside (19 octobre 1930, Belfast - 5 mars 2016, Londres) est un homme politique britannique qui est député du Parti travailliste puis pair à vie.

## Biographie
Ancien ouvrier de chantier naval et syndicaliste, il est membre du conseil du district urbain de Hebburn de 1962 à 1974 (dont il est président de 1973 à 1974) et du conseil de South Tyneside de 1973 à 1974.
Evans est élu député lors des élections générales de février 1974 pour la circonscription de Newton, qu'il représente jusqu'à ce qu'elle soit abolie pour les élections de 1983. Il est ensuite député de la nouvelle circonscription de St Helens North, qui a partiellement remplacé Newton, jusqu'à ce qu'il se retire aux élections de 1997. David Watts le remplace. Le 10 juin 1997, il est créé pair à vie en tant que baron Evans de Parkside, de St Helens dans le comté de Merseyside.
Evans est également membre du Parlement européen, de 1975 à 1978.